# Người Belarus
Belarusians (tiếng Belarus: беларусы, đã Latinh hoá: biełarusy [bʲeɫaˈrusɨ]) là một nhóm dân tộc Đông Slavic bản địa của Belarus. Họ nói tiếng Belarus, một ngôn ngữ Đông Slavic. Hơn 9 triệu người tuyên bố dân tộc Belarus trên toàn thế giới. Gần 7,99 triệu người Belarus sinh sống tại Belarus, với Mỹ và Nga là nơi sinh sống của hơn 500.000 người Belarus mỗi nước. Phần lớn người Belarus theo Chính thống giáo Đông phương.

## Tên gọi
Trong thời kỳ Xô Viết, người Belarus được gọi là người Byelorussia hoặc người Belorussia (từ Byelorussia, bắt nguồn từ tiếng Nga "Белоруссия"). Trước đó, họ thường được gọi là người Bạch Nga hoặc người Ruthenia trắng (từ tiếng Bạch Nga hoặc Ruthenia trắng, dựa trên "Белая Русь"). Sau khi Belarus giành độc lập vào năm 1991, họ được gọi là người Belarus (từ Belarus, bắt nguồn từ  "Беларусь"), tiếng Anh gọi là Belarusians, Belarusans, Belarussians hoặc Belorusians.
Thuật ngữ White Rus' (Белая Русь, Bielaja Ruś), còn được gọi là Ruthenia trắng hoặc Bạch Nga (vì thuật ngữ Rus' thường được kết hợp với các dạng tiếng Latin của nó là Russia và Ruthenia), lần đầu tiên được sử dụng vào thời Trung cổ để chỉ khu vực Polotsk. Bản thân cái tên Rus' bắt nguồn từ người Rus' đã đặt tên cho các vùng lãnh thổ của Kievan Rus'. Biên niên sử của Jan xứ Czarnków có đề cập đến việc giam cầm đại công tước người Litva Jogaila và mẹ của ông tại "Albae Russiae, Poloczk dicto" vào năm 1381. Trong thế kỷ 17, các sa hoàng Nga đã sử dụng thuật ngữ này để mô tả các vùng đất được thêm vào từ Đại công quốc Litva. Tuy nhiên, trong Nội chiến Nga, thuật ngữ Bạch Nga đã gắn liền với Bạch Vệ.

## Phân bố địa lý
Người Belarus là một nhóm dân tộc Đông Slav, chiếm phần lớn dân số Belarus. Dân số thiểu số Belarus sống ở các quốc gia lân cận Belarus: Ukraine, Ba Lan (đặc biệt là ở Voivodeship Podlaskie), Liên bang Nga và Litva. Vào đầu thế kỷ 20, người Belarus là nhóm thiểu số ở các khu vực xung quanh thành phố Smolensk ở Nga.
Một số lượng lớn người Belarus di cư đến Mỹ, Brazil và Canada vào đầu thế kỷ 20. Trong thời kỳ Xô Viết (1917–1991), nhiều người Belarus đã bị trục xuất hoặc di cư đến nhiều vùng khác nhau của Liên Xô, bao gồm Siberia, Kazakhstan và Ukraine.
Kể từ khi Liên Xô tan rã năm 1991, hàng trăm nghìn người Belarus đã di cư đến các quốc gia vùng Baltic, Mỹ, Canada, Nga và các nước EU.

## Ngôn ngữ
Hai ngôn ngữ chính thức của Belarus là tiếng Belarus và tiếng Nga. Tiếng Nga được đồng chính thức hóa với tiếng Belarus sau cuộc trưng cầu dân ý của Belarus năm 1995, cuộc trưng cầu dân ý này cũng quy định rằng lá cờ (đã bỏ búa liềm), quốc ca và quốc huy sẽ là của BSSR. Hội đồng Nghị viện OSCE tuyên bố rằng cuộc trưng cầu dân ý đã vi phạm các tiêu chuẩn quốc tế. Các thành viên phe đối lập tuyên bố rằng việc tổ chức cuộc trưng cầu dân ý liên quan đến một số hành vi vi phạm nghiêm trọng luật pháp, bao gồm cả vi phạm hiến pháp.

## Di truyền học
Người Belarus, giống như hầu hết người Châu Âu, phần lớn xuất thân từ ba dòng dõi riêng biệt: Những người săn bắn hái lượm thời kỳ đồ đá giữa, là hậu duệ của một nhóm người Cro-Magnon đã đến Châu Âu khoảng 45.000 năm trước; Những người nông dân thời kỳ đồ đá mới di cư từ Tiểu Á trong cuộc Cách mạng thời kỳ đồ đá mới cách đây 9.000 năm; và những người chăn thả gia súc thảo nguyên Yamnaya đã mở rộng vào Châu Âu từ thảo nguyên Pontic-Caspian trong bối cảnh di cư của người Ấn-Âu cách đây 5.000 năm.